# Bteddine El Loqch

Bteddine El Loqch, Btaddine Al Lokch (en arabe : بتدين اللقش ; alternativement Bteddine El Liqch) est un village de montagne du Gouvernorat du Sud-Liban, au Sud du Liban.
Le mot Bteddine signifie vraisemblablement “maison de la religion” ou “maison de Dieu”
. Le mot El Loqch fait référence à la pulpe du pin, dans le dialecte arabe libanais. Il aurait été historiquement rajouté au nom du village pour le différencier  de Beiteddine, une des capitales de l’ancien émirat du mont Liban.
Bteddine El Loqch est à une altitude moyenne de 820 m dans une zone couverte de pins. Son église dédiée à saint Joseph (Mar Youssef) date du XIXe siècle.
Il est surplombé par le couvent  de Notre dame de Machmouche, un des plus importants monastères maronites du liban .  
Bteddine El Loqch est le village d’origine de l'historien Elias Al Kattar auteur du livre (Btaddine El Loqch - Al Loqsh - Al Lokch, un Village de la montagne Libanaise , en arabe بتدين اللقش: قرية من الجبل اللبناني), du poète Boulos Salameh, de l’écrivain Mansour Eid, du journaliste Samir Atallah (en), du compositeur de musique Père Louis Al Hage, .